# Armando André Alvarado
Armando André Alvarado (Cayo Hueso, Florida, 1 de ayo de 1872-La Habana, Cuba, 20 de agosto de 1925) fue un periodista y anarquista de Cuba.
Se le atribuye la colocación de una bomba contra el palacio del capitán general Valeriano Weyler. Como militar, alcanzó el grado de comandante en el Ejército Libertador de Cuba.
Dirigió el periódico El Día. Realizando esta tarea, y fruto de su oposición al gobierno de Gerardo Machado, fue asesinado en un atentado.